# Эллисон, Майло
Майло Генри Эллисон (англ. Milo Henry Allison, также известен как Пит Эллисон (англ. Pete Allison), 16 октября 1890, Элк-Рапидс, Мичиган — 18 июня 1957, Кеноша, Висконсин) — американский бейсболист, аутфилдер. Играл в Главной лиге бейсбола в составах «Чикаго Кабс» и «Кливленд Индианс».

## Карьера
Майло родился 6 октября 1890 года в Элк-Рапидс в штате Мичиган. В 1913 и 1914 годах играл в составе «Чикаго Кабс», но затем потерял место в составе. Играл в младших лигах за команды из Мемфиса и Нового Орлеана. В 1917 году его контракт был выкуплен клубом «Кливленд Индианс». Карьеру в Главной лиге бейсбола Эллисон завершил в 1917 году, после чего два года играл за команду из Белойта.
После завершения спортивной карьеры Эллисон остался жить в Висконсине. Затем Майло работал сторожем на предприятии American Brass Company, был фермером. Скончался он 18 июня 1957 года в результате инфаркта.